# Quan hệ Thổ Nhĩ Kỳ – Việt Nam
Quan hệ Việt Nam – Thổ Nhĩ Kỳ là mối quan hệ song phương chính thức giữa Cộng hòa Xã hội Chủ nghĩa Việt Nam và Cộng hòa Thổ Nhĩ Kỳ. Hai nước chính thức thiết lập quan hệ ngoại giao vào năm 1978 và từ đó đến nay đã từng bước mở rộng hợp tác trên nhiều lĩnh vực như thương mại, đầu tư, giáo dục và văn hóa.
Thổ Nhĩ Kỳ hiện có đại sứ quán tại Hà Nội, trong khi Việt Nam có đại sứ quán tại Ankara và một văn phòng thương mại tại Istanbul – trung tâm kinh tế lớn nhất của Thổ Nhĩ Kỳ.

## Lịch sử
Dù không có nhiều sự tương tác lịch sử nổi bật như với các quốc gia châu Á khác, mối liên hệ sơ khai giữa người Việt và người Thổ Nhĩ Kỳ được cho là đã xuất hiện từ thế kỷ 13. Một số nghiên cứu chỉ ra rằng trong các cuộc xâm lược Đại Việt của quân Nguyên – Mông, đã có sự tham gia của các chiến binh đến từ vùng Trung Á và Tây Á, bao gồm người Thổ Nhĩ Kỳ và Ba Tư, trong đội quân viễn chinh. Phần lớn lực lượng này đã bị tiêu diệt trong ba lần thất bại của quân Nguyên trước triều đại Trần ở Đại Việt. Dù mang tính gián tiếp và không đại diện cho quan hệ hai quốc gia, sự kiện này được xem là một trong những lần tiếp xúc đầu tiên giữa hai nền văn hóa.
Sau thời kỳ này, không ghi nhận mối liên hệ đáng kể nào giữa Việt Nam và Thổ Nhĩ Kỳ cho đến tận thế kỷ 20.

### Chiến tranh Việt Nam
Trong thập niên 1960, Chiến tranh Việt Nam thu hút sự chú ý lớn trên trường quốc tế, trong đó có Thổ Nhĩ Kỳ. Là một thành viên của Tổ chức Hiệp ước Bắc Đại Tây Dương (NATO), Thổ Nhĩ Kỳ đã nhận được đề nghị từ Hoa Kỳ về việc hỗ trợ quân sự cho chính quyền Việt Nam Cộng hòa nhằm đối phó với làn sóng cộng sản. Tuy nhiên, chính phủ Thổ Nhĩ Kỳ lúc bấy giờ đã từ chối gửi quân tham chiến, đồng thời giữ lập trường thận trọng và dần tìm kiếm cơ hội tiếp cận với Việt Nam Dân chủ Cộng hòa (miền Bắc Việt Nam). Trong suốt thời kỳ Chiến tranh Lạnh, quan hệ hai nước không có nhiều tiến triển do khác biệt về hệ thống chính trị và điều kiện quốc tế hạn chế.

## Quan hệ hiện đại
Quan hệ ngoại giao chính thức giữa hai nước được thiết lập vào năm 1978, nhưng phải đến thập niên 1990, khi Việt Nam bắt đầu công cuộc Đổi mới và mở cửa hội nhập quốc tế, quan hệ song phương mới có chuyển biến rõ rệt, đặc biệt trên phương diện kinh tế và thương mại. Cả Việt Nam và Thổ Nhĩ Kỳ đều được xếp vào nhóm các nền kinh tế mới nổi và có tiềm năng tăng trưởng cao – Việt Nam là thành viên của ASEAN, trong khi Thổ Nhĩ Kỳ được coi là cửa ngõ ra vào khu vực Trung Đông và châu Âu. Cả hai cùng được đề cập trong các nhóm kinh tế mới nổi như CIVETS và Next Eleven, điều này góp phần thúc đẩy quan hệ đối tác chiến lược giữa hai nước.
Việt Nam xem Thổ Nhĩ Kỳ là một cửa ngõ quan trọng để tiếp cận thị trường Trung Đông, còn Thổ Nhĩ Kỳ coi Việt Nam là một đối tác kinh tế tiềm năng trong khu vực Đông Nam Á. Thương mại song phương những năm gần đây ghi nhận sự tăng trưởng đều đặn, với kim ngạch trao đổi hàng hóa vượt mức 1 tỷ USD. Tháng 8 năm 2017, Thủ tướng Thổ Nhĩ Kỳ khi đó là Binali Yıldırım đã thực hiện chuyến thăm chính thức tới Việt Nam, nhằm thúc đẩy hợp tác chính trị, kinh tế và thảo luận các cơ hội mở rộng đầu tư song phương.
Tại Thổ Nhĩ Kỳ có một cộng đồng người Việt nhỏ, chủ yếu là người gốc Chăm, một số trong đó là người tị nạn sau năm 1975. Mặc dù số lượng không lớn, cộng đồng này đóng vai trò nhất định trong việc xây dựng cầu nối giao lưu văn hóa giữa hai nước.